# Manfredo
Manfredo  è un nome proprio di persona italiano maschile.

## Varianti
- Maschili: Manfredi[1][2][4][3][5]
  - Alterati: Manfredino
- Femminili: Manfreda[4][5]
  - Alterati: Manfredina[4]

### Varianti in altre lingue
- Catalano: Manfred[6]
- Germanico: Maginfrid[7], Meginfrid[2][7], Maginfred[7], Magenfrid[7], Magenfred[7], Meginfrit[7], Mainfred[7], Meinfrid[7]
- Inglese: Manfred[8]
  - Ipocoristici: Manny[8], Mannie[8], Fred[8]
- Latino: Magnifredus[4], Maginfredus[4], Mainfredus[4], Manfredus[4]
- Olandese: Manfred[2]
- Polacco: Manfred[2]
- Portoghese: Manfredo[8]
- Romaní: Manfri[8]
- Spagnolo: Manfredo[6]
- Tedesco: Manfred[2], Manfried[2]
  - Ipocoristici: Fred[2]

## Origine e diffusione
Il nome è documentato già dall'VIII secolo con la forma latina medievale Magnifredus, divenuta Maginfredus, Mainfredus e infine Mainfredus nel X secolo; alla base vi è il nome germanico Meginfrid, composto da magan (o magin, "forza", "potenza") e frid (o frithu, "pace", "amicizia"), con il possibile significato complessivo di "che assicura la pace con la forza" o "potente e amante della pace". Entrambi gli elementi sono frequenti nell'onomastica germanica: il primo si ritrova il Magnerico, Mainardo e Meinrado, il secondo in Vilfredo, Goffredo e Adalfredo. Spesso, tramite la forma germanica Manifred, il primo elemento viene invece associato a mann ("uomo", da cui Manrico ed Ermanno), con il significato di "amico degli uomini" o "uomo di pace/pacifico", "pacificatore".
In Italia il nome è giunto tramite la Francia nel IX o X secolo, diffondendosi in particolare nel XIII secolo al tempo degli imperatori tedeschi; si è poi affermato grazie al prestigio di Manfredi, re di Sicilia, citato anche da Dante nel Purgatorio, e in misura minore grazie al dramma in versi di Byron del 1877 Manfredi. Negli anni 1970 se ne contavano circa 3200 occorrenze, sparse in tutto il territorio nazionale, più 1400 della forma Manfredi, questa specialmente diffusa in Campania. I normanni portarono il nome anche in Inghilterra, ma la vera diffusione nei paesi anglofoni fu grazie all'opera di Byron.
Dal nome deriva il cognome Manfredi.

## Onomastico
Non risulta alcun santo di nome Manfredo; l'onomastico si può festeggiare il 27 gennaio in memoria del beato Manfredo Settala, sacerdote ed eremita sul Monte San Giorgio, commemorato il 27 gennaio, oppure il 27 ottobre in memoria di un oscuro san Manfredo, priore a Eberbach.

## Persone

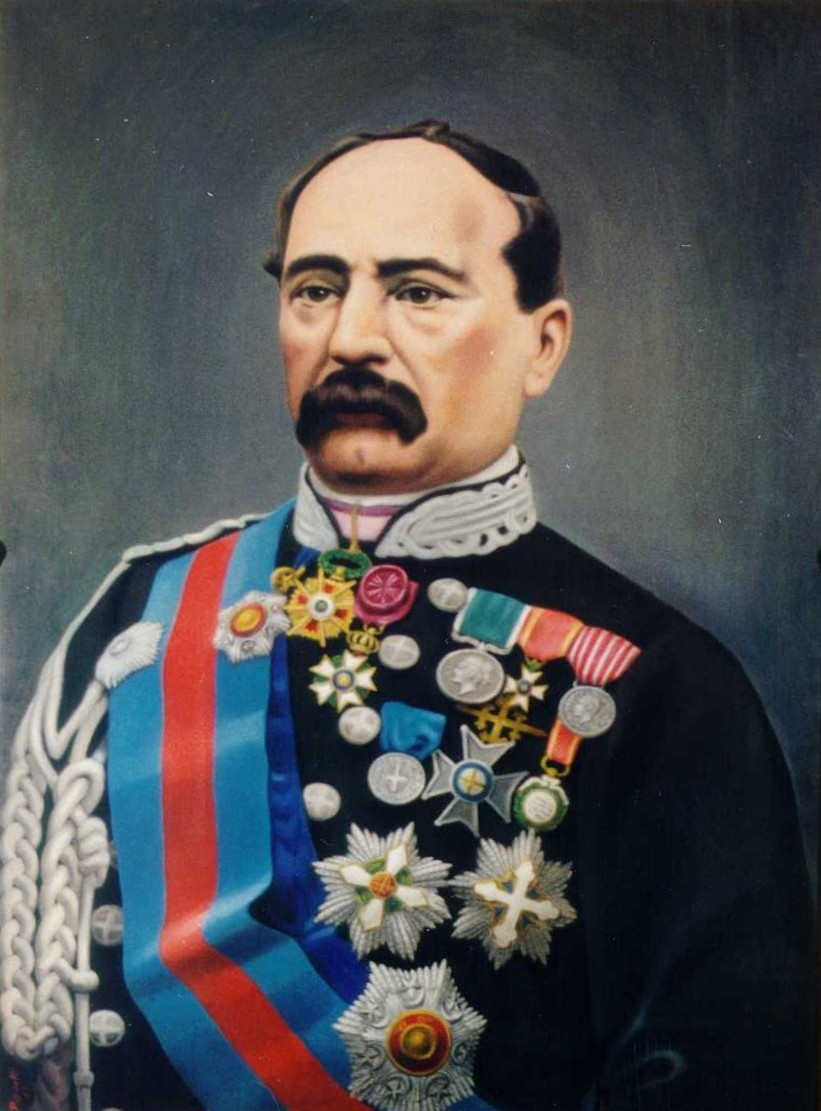
Manfredo Fanti

- Manfredo da Barbiano, nobile, condottiero e capitano di ventura italiano
- Manfredo Camperio, politico, geografo e patriota italiano
- Manfredo Fanti, generale e politico italiano
- Manfredo I Lancia, marchese di Busca e trovatore
- Manfredo II Lancia, marchese di Busca
- Manfredo Manfredi, architetto italiano
- Manfredo Settala, presbitero italiano
- Manfredo Tafuri, storico dell'architettura italiano

### Variante Manfredi
- Manfredi di Sicilia, re di Sicilia

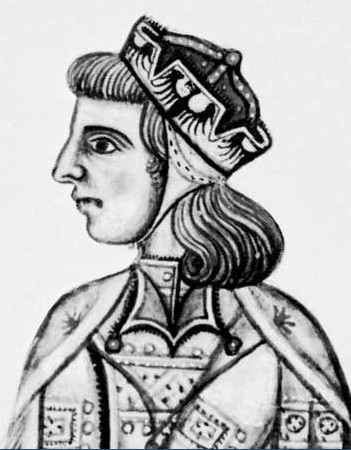
Manfredi di Sicilia

- Manfredi Alagona, nobile, politico e militare italiano
- Manfredi Aliquò, attore e doppiatore italiano
- Manfredi Azzarita, militare e partigiano italiano
- Manfredi Gravina, militare, diplomatico e pubblicista italiano
- Manfredi Maletta, nobile italiano
- Manfredi Nicoletti, architetto e saggista italiano
- Manfredi Porena, filologo italiano

### Variante Manfred

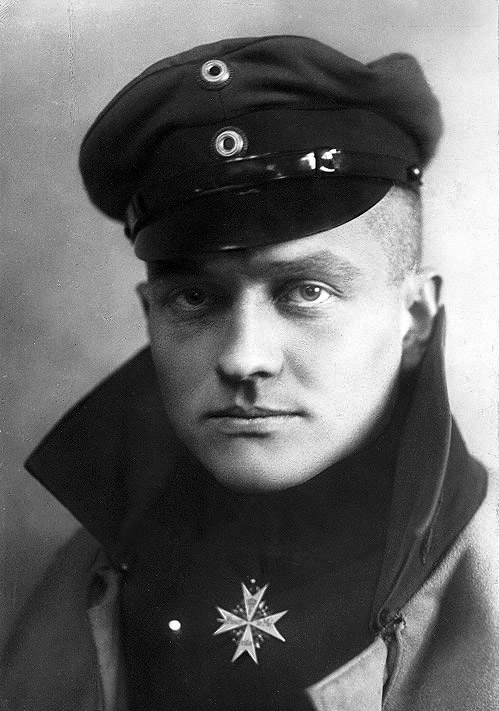
Manfred von Richthofen

- Manfred Binz, calciatore e allenatore di calcio tedesco
- Manfred Czernin, aviatore e militare britannico
- Manfred Eigen, chimico, fisico e biofisico tedesco
- Manfred Gerlach, politico tedesco
- Manfred Kaltz, calciatore e allenatore di calcio tedesco
- Manfred Korfmann, archeologo tedesco
- Manfred Mölgg, sciatore alpino italiano
- Manfred Sakel, neurologo ucraino
- Manfred Ugalde, calciatore costaricano
- Manfred von Richthofen, aviatore e ufficiale tedesco
- Manfred Winkelhock, pilota automobilistico tedesco
- Manfred Weber, politico tedesco
- Manfred Wörner, politico e diplomatico tedesco

## Il nome nelle arti
- Manfredi è un personaggio del romanzo di Horace Walpole Il castello di Otranto.
- Manfred è un personaggio dell'omonima opera di George Gordon Byron.
- Manfred, detto Manny, è un personaggio della serie di film L'era glaciale.
- Manfred Mota è un personaggio dei fumetti DC Comics.